# パンジャビ (駆逐艦)
|          | |
| 艦歴     | |
| 発注     | 1936年6月19日 |
| 起工     | 1936年10月1日 |
| 進水     | 1937年12月18日 |
| 就役     | 1939年3月23日 |
| 退役     | |
| その後   | 1942年5月1日に戦没 |
| 除籍     | |
| 性能諸元 | |
| 排水量   | 基準：1,850トン、満載：2,520トン |
| 全長     | 377 ft (114.9m) |
| 全幅     | 36 ft 6 in(11.3m) |
| 吃水     | 9 ft(2.7m) |
| 機関     | 海軍式重油専焼三胴缶 3缶 パーソンズ式ギヤード・タービン 2基 2軸推進                                                                            |
| 最大出力 | 44,000hp (33,000 kW) |
| 最大速力 | 36 ノット |
| 航続距離 | 15ノット/5,700海里(重油：524トン) |
| 乗員     | 219名 |
| 兵装     | 45口径Mark XII 120mm連装砲 4基 40mm4連装ポンポン砲 1基 12.7mm Mark III 4連装機銃 2基 533mm 4連装魚雷発射管1基 爆雷20発(投射機2基、投下軌条1軌) |

パンジャビ (HMS Punjabi, F21) はイギリス海軍の駆逐艦。トライバル級。

## 艦歴
スコッツ社で建造。1936年6月発注。1936年10月1日起工。1937年12月18日進水。1939年3月29日就役。
1940年4月13日、第2次ナルヴィク海戦に参加。6月、サン・ナゼールからの部隊撤収を行う。1941年5月ドイツ戦艦「ビスマルク」追撃戦に参加。7月からは北方での活動に移り、スピッツベルゲン島の調査、ベア島からのノルウェー人の脱出、ソ連へ向かう船団やソ連から戻る船団の護衛や支援などに従事した。
1942年5月1日、ソ連へ向かうPQ15船団の支援部隊として戦艦「キング・ジョージ5世」、空母「ヴィクトリアス」などとともに出撃中、「キング・ジョージ5世」が「パンジャビ」の左舷に衝突。「パンジャビ」は分断され、後部はすぐに沈んだが、前部はすぐには沈まなかったため艦長以下169名が救助された。

## 艦長
- J. T. Lean - 1939年2月22日-1941年2月27日
- S. A. Buss - 1941年2月28日-1942年1月13日
- J. M. G. Waldegrave - 1942年1月14日-1942年5月1日

## ペナントナンバー
- F21 - 1939年1月-1940年秋
- G21 - 1940年秋-1942年5月